# William Samuel Johnson

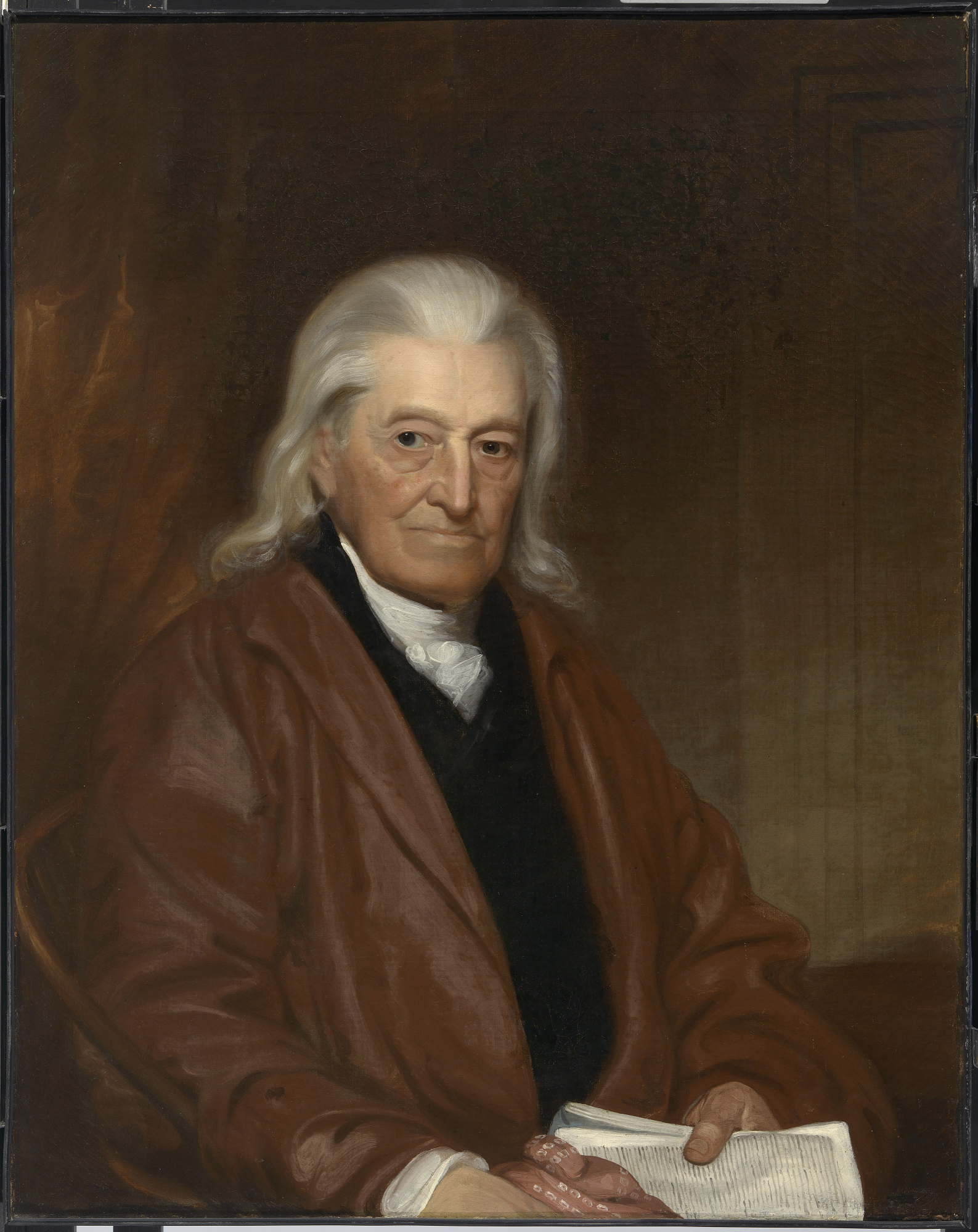
William Samuel Johnson

William Samuel Johnson (7 de outubro de 1727 - 14 de novembro de 1819) foi um fundador e estadista norte-americano. Durante a Guerra Revolucionária, ele serviu como tenente da milícia antes de ser dispensado após sua rejeição de sua eleição para o Primeiro Congresso Continental. Ele foi notável por assinar a Constituição dos Estados Unidos, por representar Connecticut no Senado dos Estados Unidos e por servir como o terceiro presidente do King's College, agora conhecido como Columbia University.